# روجيه خوام

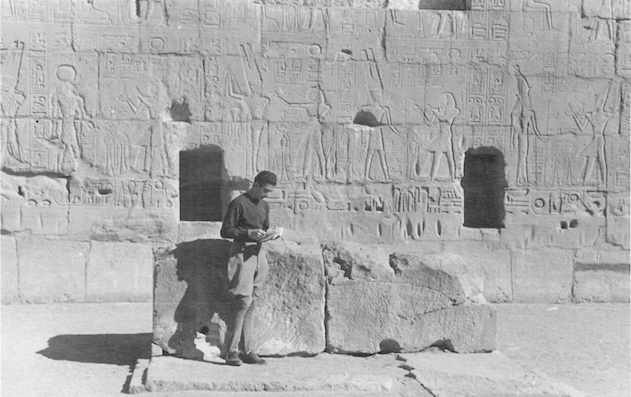
روجيه خوام في موقع أثري عام 1940

روجر جان خوام (19 أبريل 1922-22 أبريل 2016) عالم مصريات وأحد أهم تجار الآثار المصرية في عصره. تولى إدارة شركة الإخوة خوام عام 1955 التي كان يديرها حتى تقاعده عام 2005.

## نشأته
ولد روجيه خوام في مدينة جاردن سيتي الراقية بالقاهرة في 19 أبريل 1922. كانت عائلته من أصول مسيحية سورية وانتقلت إلى مصر في عام 1850 عندما بدأ جد روجيه خوام، متجرًا للمجوهرات بالقرب من محطة سكة حديد رمسيس في القاهرة. ثم انخرطوا فيما بعد في تجارة الآثار. تلقى روجر خوام تعليمه المبكر في المدرسة الفرنسية بالقاهرة من عام 1929 وبعد ذلك في باريس حيث ذهب لتعلم الرياضيات والكيمياء. كان بطرس بطرس غالي صديقًا للطفولة وكان عمر الشريف ابن عمه.

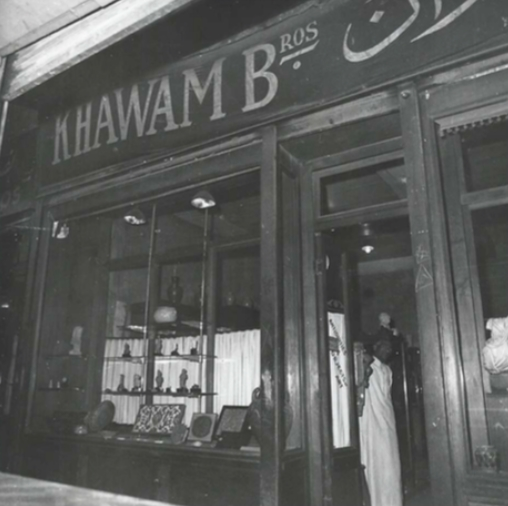
متجر خوام إخوان عام 1950

كان خوام على دراية بتجارة الآثار منذ صغره ، حيث كان يقضي إجازاته في الأهرامات ويشاهد والده جوزيف يحضر إلى الأثرياء الأمريكيين في صالة العرض الخاصة به في سوق خان الخليلي ، لكنه قرر فقط أن يصبح عالم مصريات بعد ثني إميل غاستون تشاسينات لخوام من أن يصبح طيار أكروبات بدلاً من ذلك. لقد تعلم الطيران أثناء وجوده في باريس لدراسته. وبناءً على ذلك ، درس من عام 1945 إلى عام 1950 المهارات المطلوبة لعالم المصريات في المدرسة العملية للدراسات العليا في السوربون والمعهد الكاثوليكي في باريس ، مثل القبطية ، وعلم العملات ، والهيراطيقية ، والألمانية. كان يعرف اللغة العربية والإنجليزية والفرنسية.

## مسيرته المهنية
في عام 1955 ، تولى خوام إدارة أعمال العائلة. طور شبكة واسعة من الاتصالات التي جلبت له اكتشافات جديدة بما في ذلك المزارعين الذين وجدوا أشياء في حقولهم وقام بجولة في الحفريات الأثرية بحثًا عن قطع جديدة. أصبح خبيرًا في اكتشاف المنتجات المقلدة. قال لأبنائه أن ينظروا دائمًا إلى الشيء ، وليس اليد التي تمسك به. كان من بين العملاء متحف اللوفر ومتحف متروبوليتان للفنون والملكة الأم وسيداتها في الانتظار. كان عضوًا في جمعية استكشاف مصر والجمعية الفرنسية للمصريات .
في عام 1977, بعد أن أصدرت السلطات المصرية قوانين تقيد بيع وتصدير الآثار ، نقل خوام الشركة إلى باريس حيث لا تزال تتداول باسم خوام إخوان.
اشتهر خوام بسحره وأخلاقه الحميدة ومظهره الأنيق ، وهو يرتدي دائمًا بدلة كاملة مهما كانت الحرارة. تقلص من الدعاية وقضى عطلات نهاية الأسبوع في دراسة علم المصريات ورسم نقوش الجعران. لقد كان ذواقًا يتمتع بالنبيذ الجيد والويسكي. تقاعد عام 2005 كواحد من أبرز تجار الآثار المصرية في عصره.
تم بيع مكتبته في علم المصريات في باريس عام 2012.

## حياته الشخصية
تزوج خوام من إليز روجر عام 1950 ، وهي مربية فرنسية التقى بها في مقهى باريسي عام 1949. توفيت إليز في عام 2012. كان لديهم ولدان ، رولاند وبرتراند.

## وفاته
توفي خوام في باريس في 22 أبريل 2016. لقد نجا من قبل أبنائه.

## روابط خارجية
- اثار الإخوة خوام.